# Eclissi solare dell'11 ottobre 1931
L'eclissi solare dell'11 ottobre 1931 è stato un evento astronomico che ha avuto luogo il suddetto giorno attorno alle ore 12:55 UTC. Tale evento ha avuto luogo in alcune aree del Sud America e dell'Antartide. L'eclissi dell'11 ottobre 1931 divenne la terza eclissi solare nel 1931 e la 73ª nel XX secolo. La precedente eclissi solare avvenne il 12 settembre 1931, la seguente il 7 marzo 1932.

## Percorso e visibilità
Questa eclissi parziale era visibile in Sud America e in Antartide nelle aree fronteggianti il sud Sud America. In Sud America l'eclissi solare è avvenuta l'11 ottobre locale, mentre in Antartide non essendo definito un fuso orario è avvenuta indifferentemente l'11 e il 12 ottobre.

## Eclissi correlate

### Eclissi solari 1928 - 1931
Questa eclissi è un membro di una serie semestrale. Un'eclissi in una serie semestrale di eclissi solari si ripete approssimativamente ogni 177 giorni e 4 ore (un semestre) in nodi alternati dell'orbita della Luna.